# Aeródromo de Totegegie

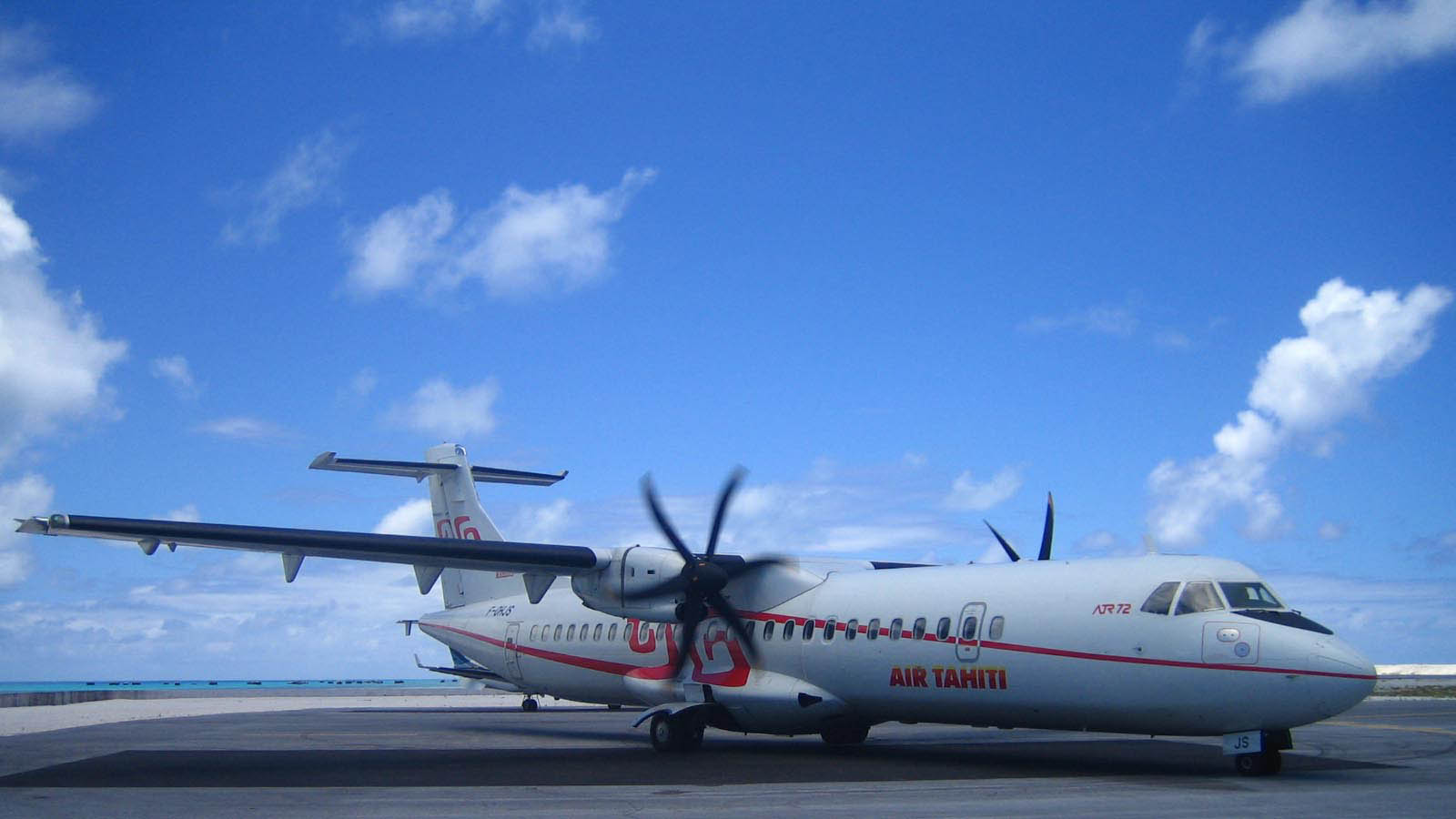
ATR da Air Tahiti em Totegegie.

O aeródromo de Totegegie (IATA : GMR ; ICAO : NTGJ )
que serve Mangareva, ilha do arquipélago de Gambier, na Polinésia Francesa, na ligação ao Aeroporto Internacional de Faa'a no Taiti. Situa-se num motu homónimo no nordeste da lagoa. É classificado como aeródromo territorial.

## História
- 1964 : Construção de uma pista de aviação pelo Centro de Experiências do Pacífico (CEP).

- 1966 : As ilhas Gambier são utilizadas como base de emergência nos testes nucleares franceses situadas a 500 km. Uma unidade de legionários, de cerca de 1.500, instala-se em Totegegie.

- 1978 : Primeira ligação aérea comercial Papeete-Totegegie.

- 1998 : Desmantelamento das instalações pelas Forças Armadas da França.

## Companhias aéreas

### Voos domésticos
- Air Tahiti
- WanAir

## Dados
O aeródromo de Totegegie ocupa a 22ª posição no ranking de aeródromos e aeroportos da Polinésia Francesa em número de passageiros em 2003.
| Totegegie   | 2000  | 2001  | 2002  | 2003  | 2004  | 2005  | 2006  | 2007  |
| ----------- | ----- | ----- | ----- | ----- | ----- | ----- | ----- | ----- |
| Passageiros | 5 237 | 5 069 | 4 929 | 5 417 | 5 792 | 6 362 | 6 663 | 6 717 |

Fonte: Aeroportos franceses